# Mexikói drogháború
A mexikói drogháború egy jelenleg is tartó fegyveres konfliktus, mely a drogkartellek  és a kormány erői között folyik Mexikóban. Az ország egyes részein a kartellek gyakorlatilag felülmúlják az állam hatalmát. A kormány a drogkereskedelem irányítói közül kulcsembereket tartóztatott le, ezért a kartellek időnként szétbomlanak vagy vezetők nélkül maradnak. A bandák között erőszakos harc folyik, hogy ki veszi át a helyüket. 
Donald Trump amerikai elnök 2025-ben terrorszervezeteknek nyilvánította a drogkartelleket, mely árthat az amerikai gazdaságnak.

## A drogháború
2011-ben a mexikói fegyveres erők 50 ezer tagja és a mexikói szövetségi rendőrség 35 ezer tagja harcolt a mexikói drogkartellek és félkatonai egységeik becslések szerint 300 ezer tagja ellen. Az állam többször ért el sikereket, különösen a vezetők letartóztatása révén. A drogkartellek utódai azonban folytatták a drogüzletet és az erőszakot.
A drogháború egyik fő oka az illegális kábítószerekből származó igen jövedelmező bevétel. A latin-amerikai szegénység és nagy munkanélküliség arra ösztönöz sok mexikóit és egyben spanyolul beszélő külföldit, hogy a nagy bevételű bűnszervezeteknek dolgozzanak. 

Drogútvonalak Mexikóba és az országon belül

A fő kokain- és más illegális drogszállítmányok útvonala Kolumbiából, továbbá Ázsiából Mexikón át az Amerikai Egyesült Államokba vezet. A kartellek a legjobb kábítószer-útvonalakért, területekért és piacokért küzdenek.
Ezek a kartellek modern fegyvereket használnak, többek közt félautomata rohampuskákat, mint az AR-15-t és a Kalasnyikov tervezte AKM variánsait, kézigránátokat, melyeket az USA-ból csempésztek Mexikóba.
A háborúzó kartelleket rendkívüli gátlástalanság, erőszakosság és kegyetlenség jellemez. Tekintet nélkül a civil lakosságra folytatják harcukat, s az öldöklésnek a fő szenvedő alanyai a polgári lakosság, akikre a kartellek emberei gyakran ok nélkül rátámadnak. Számos embere a kartelleknek drogfogyasztó, amelynek tulajdonítható ok nélküli erőszakosságuk minden tőlük idegen egyénre. Mára több, a drogkereskedelem által súlyosan érintett területeken a civil lakosság önvédelmi csoportokat (spanyolul: autodefensa comunitaria) hozott létre.

## Drogüzletek áthelyezése
Hagyományosan kolumbiai kartellek üzérkedtek a kokainnal. Az 1980-as és a korai 1990-es években a kolumbiai Pablo Escobar volt a fő kokainexportőr. Amikor a büntetőszankciók  felerősödtek Dél-Floridában és a Karib-térségben, a kolumbiai drogkartellek társulásokat alapítottak mexikói üzérekkel.

## A kartellek

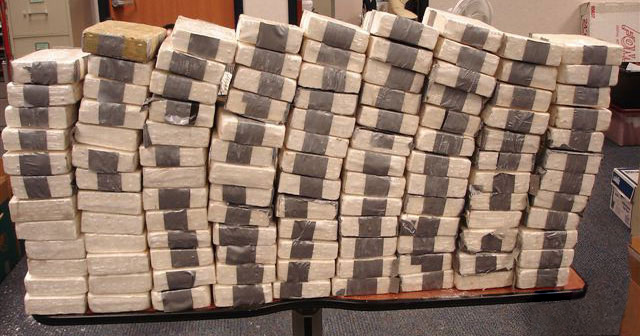
Egy rajtaütés során elkobzott kokain

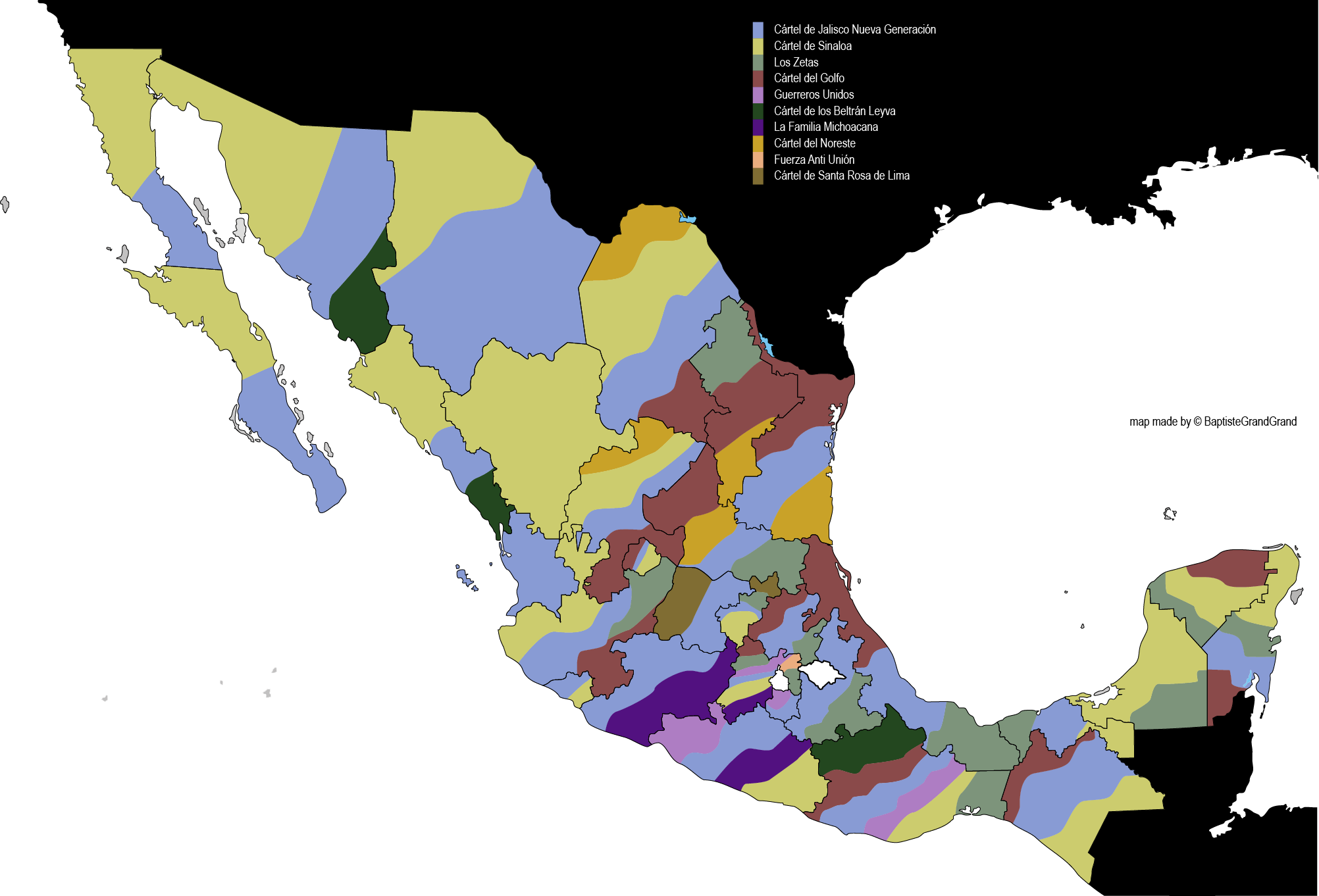
Bűnszervezetek területei Mexikóban 2020 szeptemberében. (A szín nem pontosan a földrajzi területet jelzi, hanem hogy mely mexikói államban vannak jelen az egyes bűnszervezetek.)
(forrás: Secretaría de Hacienda y Crédito Público)
Cártel de Jalisco Nueva Generación
Sinaloa kartell
Los Zetas
Öböl kartell
Guerreros Unidos
Beltrán-Leyva-Kartell
La Familia Michoacana
Cártel del Noreste
Anti-Union Force
Santa Rosa de Lima

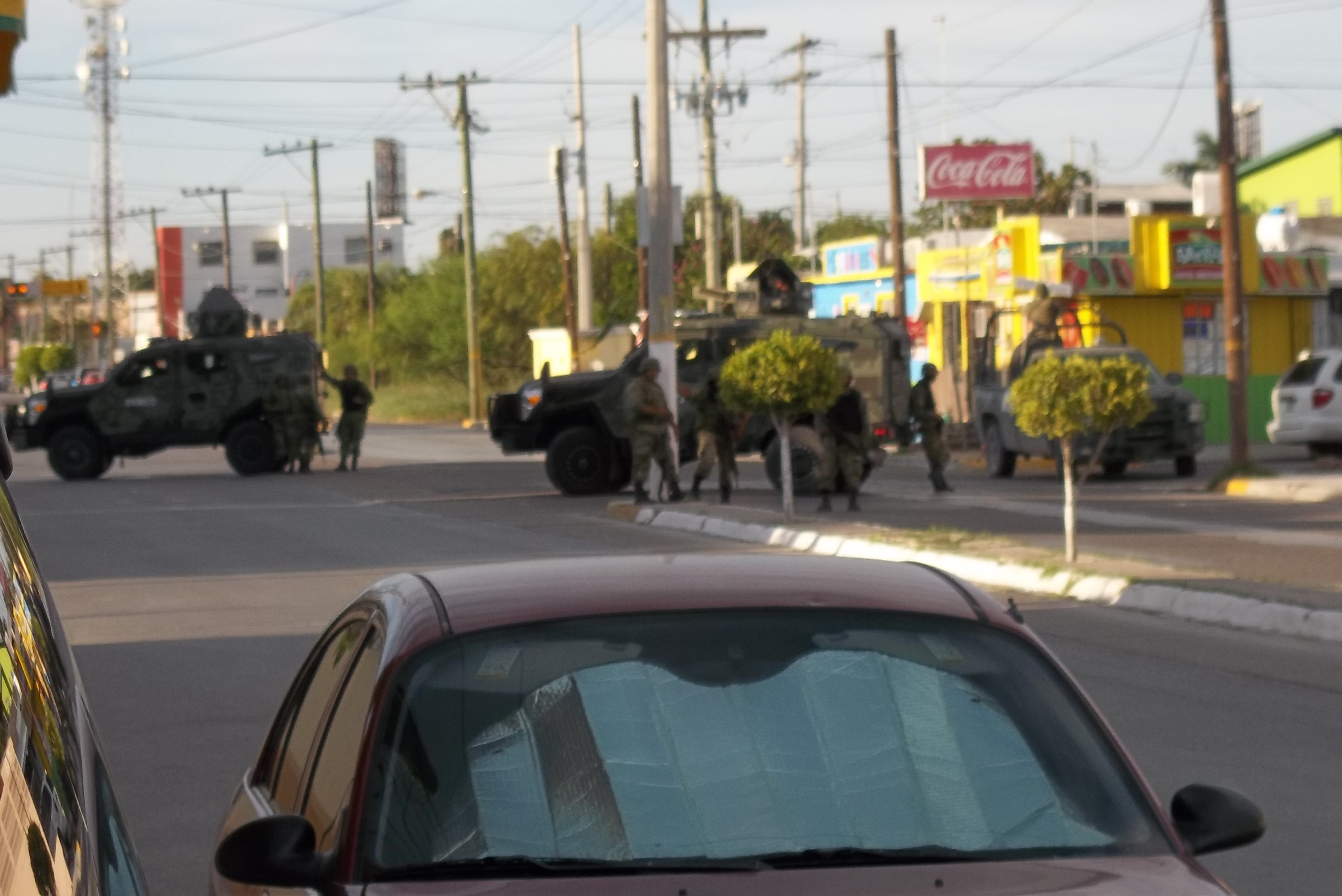
Mexikói katonák az Öböl-kartell elleni bevetésen

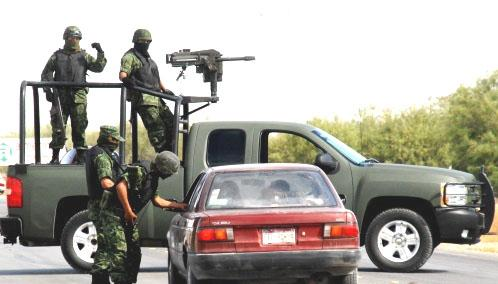
A katonák véletlenszerű közúti ellenőrzőpontja (2009)

## A gyilkosságok száma
2020-ig becslések szerint 300 ezer ember halt meg a drogháborúhoz köthető gyilkosságokban, 2024-re csaknem 450 ezer ember.

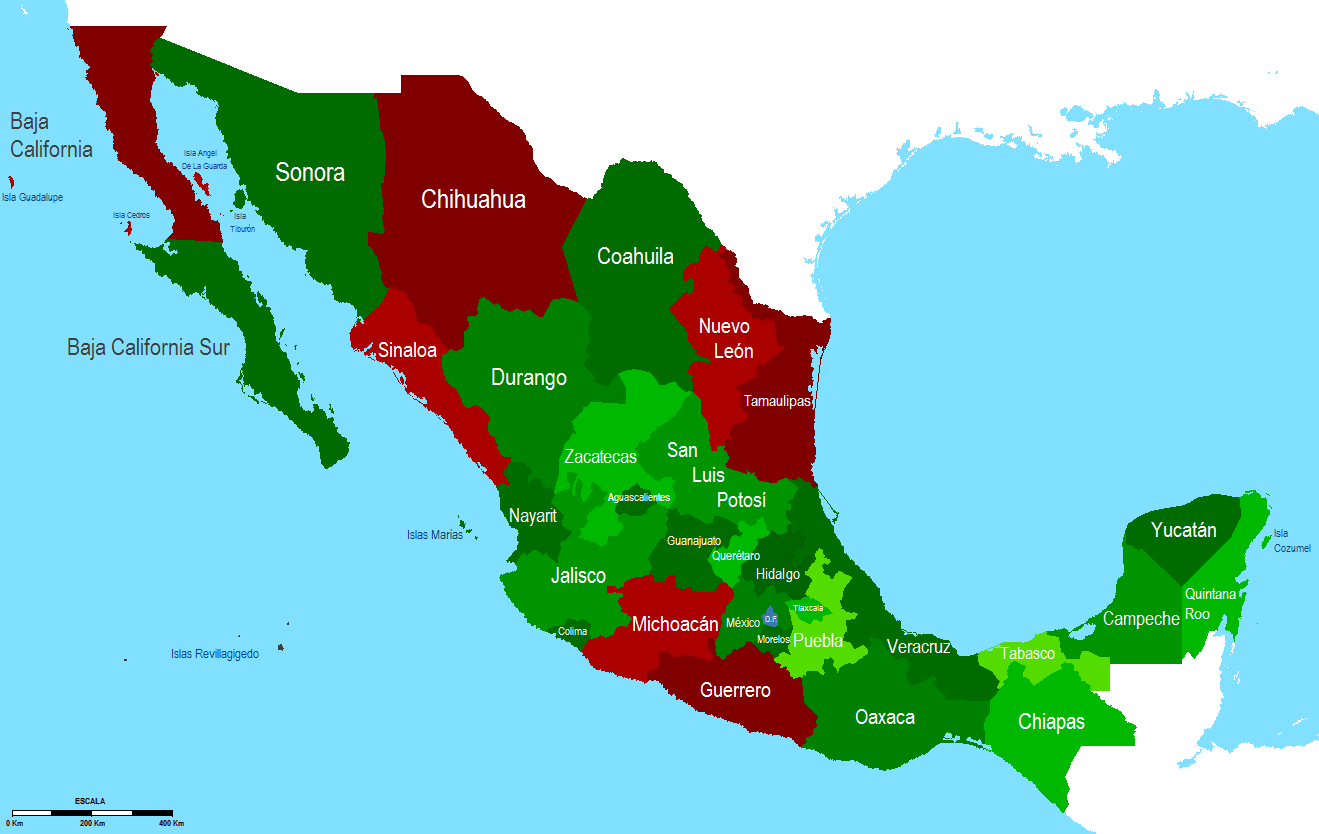
Vörössel jelölve azon államok, ahol a legtöbb drogháborús konfliktus történt 2010-ben

| Év   | Szám            |
| ---- | --------------- |
| 2007 | 2.826 – 12.484  |
| 2008 | 6.837 – 14.595  |
| 2009 | 9.724 – 17.882  |
| 2010 | 15.273 – 22.943 |
| 2011 | 12.903 – 25.353 |
| 2012 | 18.061 – 24.115 |
| 2013 | 10.094 – 20.337 |
| 2014 | 7.993 – 17.366  |
| 2015 | 8.423 – 17.889  |
| 2016 | 10.967 – 22.567 |
| 2017 | 12.500 – 25.339 |
| 2018 | 29.000 – 36.000 |
| 2019 | 34.600 – 35.000 |
| 2020 | 34.515          |
| 2021 | 33.410          |
| 2022 | 31.936          |